# Селенат натрия
Селена́т на́трия — неорганическое соединение, соль щелочного металла натрия и селеновой кислоты с формулой Na2SeO4, бесцветные кристаллы, растворимые в воде, образует кристаллогидрат. Весьма токсичен.

## Получение
- Растворение селена в щелочном концентрированном растворе перекиси водорода:

{\displaystyle {\mathsf {Se+2NaOH+3H_{2}O_{2}\ {\xrightarrow {}}\ Na_{2}SeO_{4}+4H_{2}O}}}
- Окисление селенита натрия перекисью водорода, кислородом или электролизом:

{\displaystyle {\mathsf {Na_{2}SeO_{3}+H_{2}O_{2}\ {\xrightarrow {}}\ Na_{2}SeO_{4}+H_{2}O}}}
{\displaystyle {\mathsf {2Na_{2}SeO_{3}+O_{2}\ {\xrightarrow {700-750^{o}C}}\ 2Na_{2}SeO_{4}}}}
{\displaystyle {\mathsf {Na_{2}SeO_{3}+H_{2}O\ {\xrightarrow {e^{-}}}\ Na_{2}SeO_{4}+H_{2}\uparrow }}}
- Реакция селеновой кислоты с гидроокисью или карбонатом натрия:

{\displaystyle {\mathsf {H_{2}SeO_{4}+2NaOH\ {\xrightarrow {}}\ Na_{2}SeO_{4}+2H_{2}O}}}
{\displaystyle {\mathsf {H_{2}SeO_{4}+Na_{2}CO_{3}\ {\xrightarrow {}}\ Na_{2}SeO_{4}+CO_{2}\uparrow }}}

## Физические свойства
Селенат натрия образует бесцветные кристаллы, хорошо растворимые в воде.
Образует кристаллогидрат состава Na2SeO4•10H2O.

## Химические свойства
- При сильном нагревании разлагается:

{\displaystyle {\mathsf {2Na_{2}SeO_{4}\ {\xrightarrow {500^{o}C}}\ 2Na_{2}SeO_{3}+O_{2}}}}
- Безводную соль получают сушкой кристаллогидрата в вакууме:

{\displaystyle {\mathsf {Na_{2}SeO_{4}\cdot 10H_{2}O\ {\xrightarrow {200^{o}C,vacuum}}\ Na_{2}SeO_{4}+10H_{2}O}}}
- С селеновой кислотой образует кислую соль:

{\displaystyle {\mathsf {Na_{2}SeO_{4}+H_{2}SeO_{4}\ {\xrightarrow {}}\ 2NaHSeO_{4}}}}
- Является сильным окислителем:

{\displaystyle {\mathsf {Na_{2}SeO_{4}+4HCl\ {\xrightarrow {100^{o}C}}\ SeO_{2}+Cl_{2}\uparrow +2NaCl+2H_{2}O}}}
- Восстанавливается водородом:

{\displaystyle {\mathsf {Na_{2}SeO_{4}+4H_{2}\ {\xrightarrow {600-700^{o}C}}\ Na_{2}Se+4H_{2}O}}}
- Вступает в обменные реакции:

{\displaystyle {\mathsf {Na_{2}SeO_{4}+BaCl_{2}\ {\xrightarrow {}}\ BaSeO_{4}\downarrow +2NaCl}}}
- Реагирует с триоксидом серы:

{\displaystyle {\mathsf {Na_{2}SeO_{4}+SO_{3}\ {\xrightarrow {110^{o}C}}\ Na_{2}SO_{4}+SeO_{3}}}}

## Биологические свойства
Очень ядовит.

## Применение
- В производстве специальных стёкол.
- В производстве инсектицидов и фунгицидов.
- Пищевая добавка в корма животным (микроэлемент).